# Robert Stuart, 11. Lord Blantyre
Robert Walter Stuart, 11. Lord Blantyre (* 10. Juni 1777; † 22. September 1830 in Brüssel) war ein britischer Adliger, Militär und Politiker.
Er war der älteste Sohn des Alexander Stuart, 10. Lord Blantyre aus dessen Ehe mit Catharine Lindsay. Als Heir apparent seines Vaters führte er ab Geburt den Höflichkeitstitel Master of Blantyre, bevor er 1783, im Alter von sechs Jahren, beim Tod seines Vaters dessen Adelstitel als Lord Blantyre erbte.
Er besuchte das Eton College und trat 1795 als Ensign der 3rd Foot Guards in die British Army ein. Er nahm an den Koalitionskriegen teil und kämpfte zunächst 1799 bei der Den-Helder-Expedition in Holland und 1801 in Ägypten. Er wurde Captain der 31st Foot und später Captain der 7th Dragoons.
Am 4. Dezember 1806 wurde er als schottischer Representative Peer ins britische House of Lords gewählt. Er legte dieses Mandat bereits am 29. April 1807 nieder und nahm im weiteren Jahresverlauf an den Kämpfen in Pommern und Zeeland teil. 1809 kämpfte er in Spanien und wurde Lieutenant-Colonel der 42nd Foot. Am 4. Juni 1815 wurde er als Companion des Order of the Bath ausgezeichnet und 1819 zum Major-General befördert.
Von 1820 bis 1822 hatte er das Amt des Lord Lieutenant von Renfrewshire inne. 1826 gab er den Bau eines neuen Familiensitzes, Erskine House in Erskine, Renfrewshire, in Auftrag. 1830 war er als Beobachter bei der belgischen Septemberrevolution in Brüssel anwesend, als er von einem verirrten Gewehrschuss tödlich verwundet wurde.

## Ehe und Nachkommen
Am 20. Februar 1813 hatte er Fanny Mary Rodney (1791–1875), eine Enkelin des 1. Baron Rodney und des 6. Earl of Westmeath, geheiratet. Mit ihr hatte er sechs Söhne und fünf Töchter:
- Hon. Alexander Stuart, Master of Blantyre († 1814);
- Charles Stuart, 12. Lord Blantyre (1818–1900);
- Hon. Sir William Stuart (1824–1896), Sekretär des britischen Botschafters in St Petersburg, ⚭ 1866 Georgina Tremenheere († 1901);
- Hon. Walter Rodney Stuart (1826–1838);
- Hon. James Stuart (1827–1870), Lieutenant-Colonel der British Army;
- Hon. Henry Stuart (1830–1842);
- Hon. Catherine Stuart (1815–1872), ⚭ 1843 William Rashleigh († 1871);
- Hon. Fanny Mary Stuart (1816–1896), ⚭ 1847 William Busfield Ferrand († 1889), MP;
- Hon. Georgiana Eliza Stuart (1821–1904), ⚭ 1857 Sir Andrew Buchanan, 1. Baronet († 1882), britischer Sonderbotschafter in St. Petersburg und Wien;
- Hon. Caroline Henrietta Stuart (1825–1825);
- Hon. Caroline Stuart (1830–1911), ⚭ 1850 John Ogilvy-Grant, 7. Earl of Seafield.

Da sein erstgeborener Sohn Alexander jung gestorben war, erbte sein zweiter Sohn Charles seinen Adelstitel.